# Aggiosaurus nicaeensis
Aggiosaurus nicaeensis Ambayrac, 1913 è un rettile marino estinto appartenente ai crocodilomorfi. Visse nel Giurassico superiore (Oxfordiano, circa 156 milioni di anni fa) e i suoi resti fossili sono stati ritrovati in Francia.

## Classificazione
Aggiosaurus è noto solo grazie al suo olotipo, una mascella superiore mal conservata e non catalogata, attualmente presso il Museo di Storia Naturale di Nizza. Il fossile venne ritrovato nella località di Cap d'Aggio-La Turbie, nei pressi di Nizza (Francia), e inizialmente venne descritto come un dinosauro megalosauride da Ambayrac nel 1913. Solo molto più tardi, nel 1982, Eric Buffetaut dimostrò che i resti appartenevano a un metriorinchide, un animale simile a un coccodrillo dalle notevoli specializzazioni per l'ambiente acquatico. Buffetaut considerò i fossili molto simili (se non identici) a quelli di Dakosaurus, un altro coccodrillo metriorinchide. 
Ulteriori studi (Young e Andrade, 2009) sostennero la sinonimia tra i due generi, considerando l'esemplare nizzardo una specie a sé stante, sulla base di caratteristiche della dentatura: i denti di Dakosaurus, infatti, sono molto più grandi se raffrontati a quelli degli altri talattosuchi, e questa caratteristica era ritenuta unica di questo genere. Aggiosaurus, ad oggi, possiede i denti più grandi di qualunque altro metriorinchide noto (fino a 12 centimetri di lunghezza). 
Successive analisi filogenetiche hanno dimostrato che denti insolitamente grandi e robusti erano presenti anche in altri membri della sottofamiglia Geosaurinae, come Torvoneustes e Plesiosuchus (Young et al., 2012). Poiché la presenza di denti insolitamente grandi (superiori ai 6 centimetri di lunghezza) è considerata un'omoplasia tra i geosaurini, Aggiosaurus non può essere considerato un sinonimo junior né di Dakosaurus né di Plesiosuchus, ma deve essere ritenuto un genere a sé stante.